# Estadio Daugava (Riga)
Para el estadio de la ciudad de Liepāja véase Estadio Daugava (Liepāja).
El estadio Daugava (en letón: Daugavas stadions) es un estadio multiusos ubicado en la ciudad de Riga, Letonia. Fue inaugurado en 1958 y desde 1992 posee estatus nacional letón basado en el deporte, siendo el estadio donde disputa sus partidos el club FK Daugava y la selección de fútbol de Letonia.
Hasta antes de julio de 1990, la capacidad total del estadio era de más de 10 000 personas, pero después de la demolición de una tribuna la capacidad se redujo a solo 5600. La selección letona de fútbol jugó sus partidos de local en el estadio Daugava hasta el año 2000, cuando se construyó el Estadio Skonto. El estadio fue reconstruido y reinaugurado el 15 de mayo de 2018, durante la cual se reconstruye la tribuna principal y el interior occidental, así como la tribuna norte y sur. Después de la reconstrucción, la capacidad del estadio aumentó a 10 461 asientos volviendo e recibir juegos de la Selección Letona. Los trabajos de reconstrucción prosiguen y contemplan su finalización en 2022.

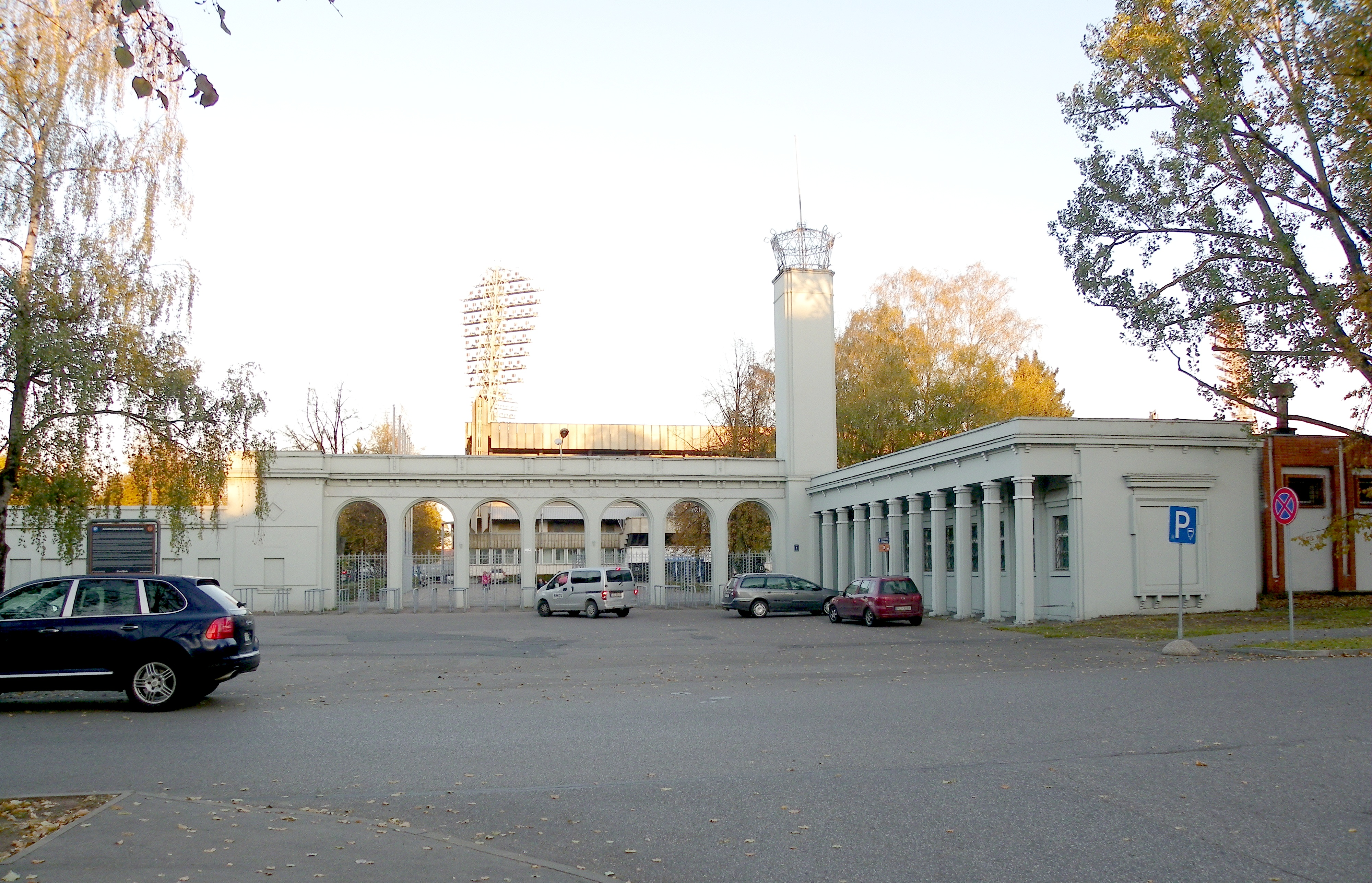
Entrada principal
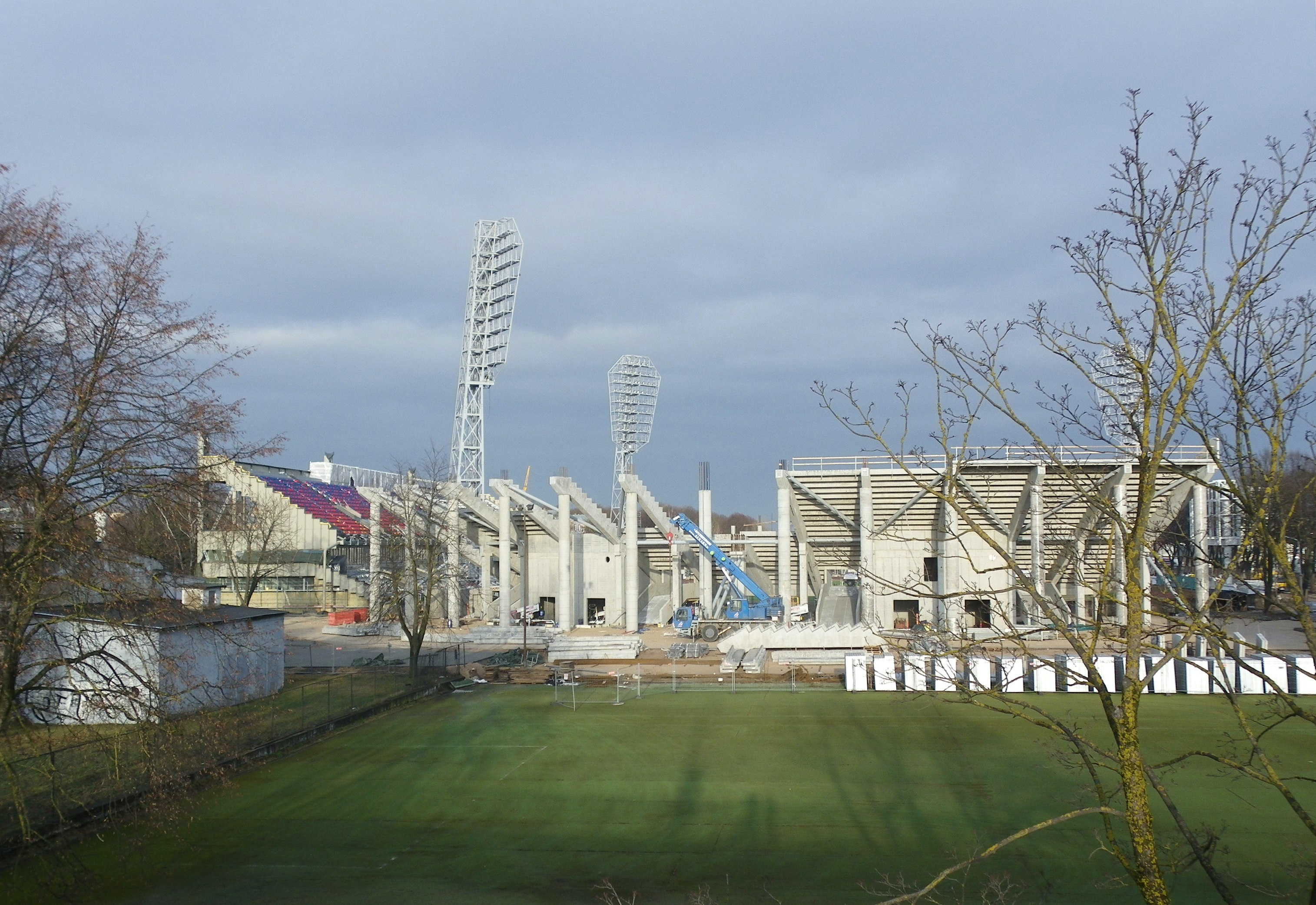
Reconstrucción del estadio